# Paiporta
Paiporta és un municipi del País Valencià que es troba a la comarca de l'Horta Sud.

## Geografia
Municipi de l'Horta, situat al sud de la ciutat de València. El territori és totalment pla, travessat del nord-oest al sud-est pel barranc de Torrent, també conegut com la Rambla del Poio, que dividix el nucli urbà en dues parts. El nucli més antic es troba a l'esquerra del barranc, al costat de l'església de Sant Jordi.
El clima és mediterrani, amb hiverns suaus i estius calorosos. La pluja, escassa, cau a la tardor i la primavera: 450/550 mm/anuals. La proximitat de la mar dona a l'aire un cert grau d'humitat. La temperatura mitjana anual és de 19 °C.
El terme municipal limita amb els de Picanya, Benetússer, ciutat de València, Massanassa, Alfafar i Catarroja.
Des de 2004 Paiporta està agermanat amb el municipi italià de Soliera.

## Història
Segons el Llibre del repartiment el 1238 el rei Jaume I atorgà a Arnau Llac les alqueries de Cotelles i el Racó, on posteriorment es va assentar el poble, anomenat aleshores Sant Jordi. El 1366 el rei Pere el Cerimoniós dona el lloc a Pere de Boïl i Castellar, que posseïa el terç del delme i el dret de monedatge. L'any 1447, el senyoriu pertanyia al justícia de València Genís Ferrer, i el 1494 passà a ser patrimoni de Pere Joaquim Pons.
El 1584, Elionor Pons va contraure matrimoni amb Pere Ladron Pallàs, que va heretar el títol de vescomte de Xelva; l'any 1599, el rei va atorgar el títol de comte de Sinarcas a Jaume Ladron de Pallàs; en morir Gaspar Ladron de Pallàs sens descendència masculina el senyoriu es va separar del vescomtat de Xelva.
En el segle xvii un robatori de sagrades formes en el convent de Sant Joaquim i Santa Anna, aixecat el 1595 i a hores d'ara desaparegut, va servir d'excusa al virrei per a iniciar una dura repressió del bandolerisme en tot el país; el 1741 i fins a la desamortització era propietat del marquès de Valdecarzana, que es va titular baró de Paiporta.
El 1841 va afegir-s'hi el barri de Casesnoves, també denominat Portugalet, que pertanyia a la jurisdicció de Torrent i a la parròquia de Picanya.
L'any 2024 fou un dels municipis més afectats pel greu episodi de gota freda, amb desenes de morts.

## Galeria d'imatges de la DANA d'octubre de 2024

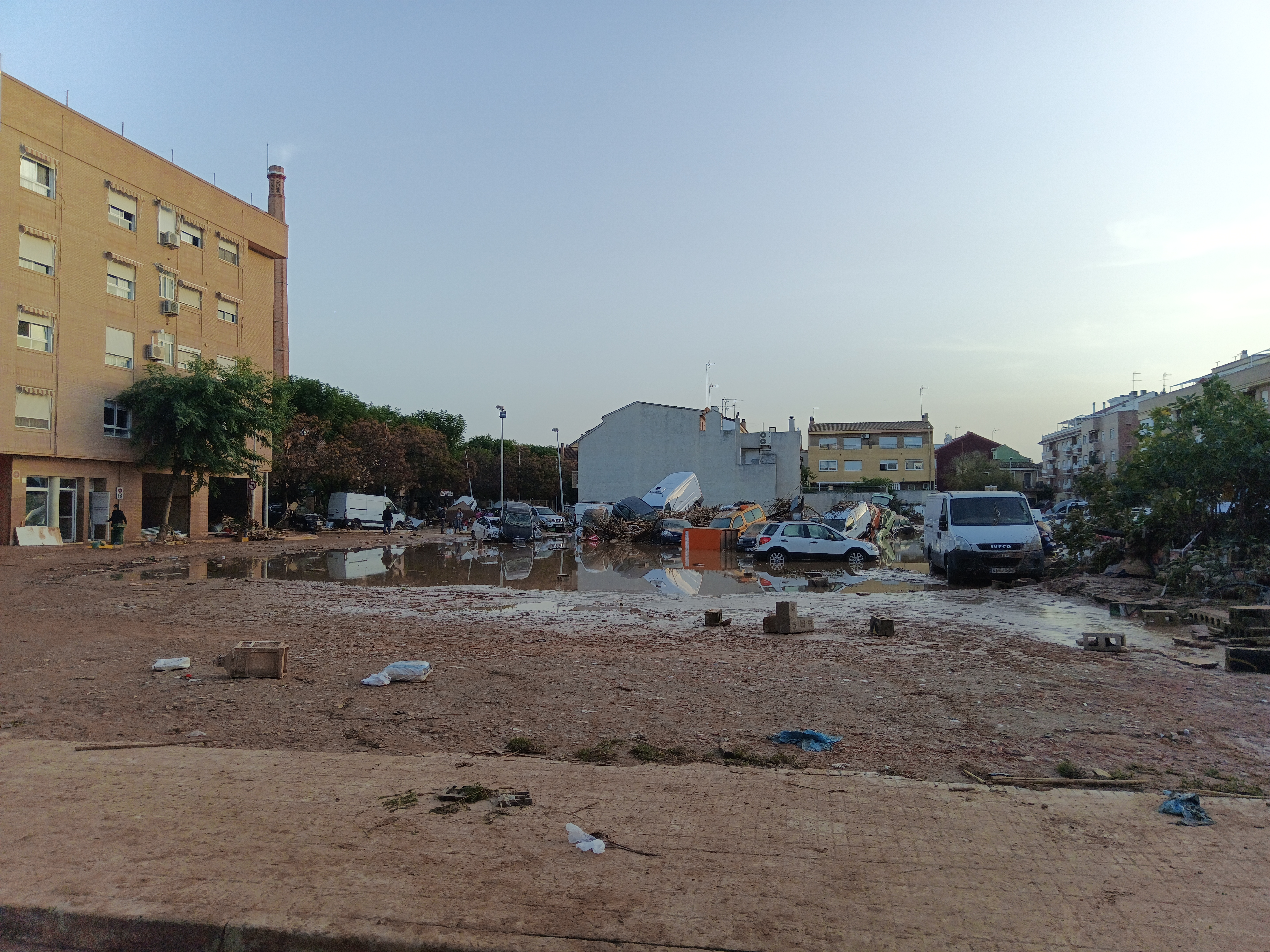
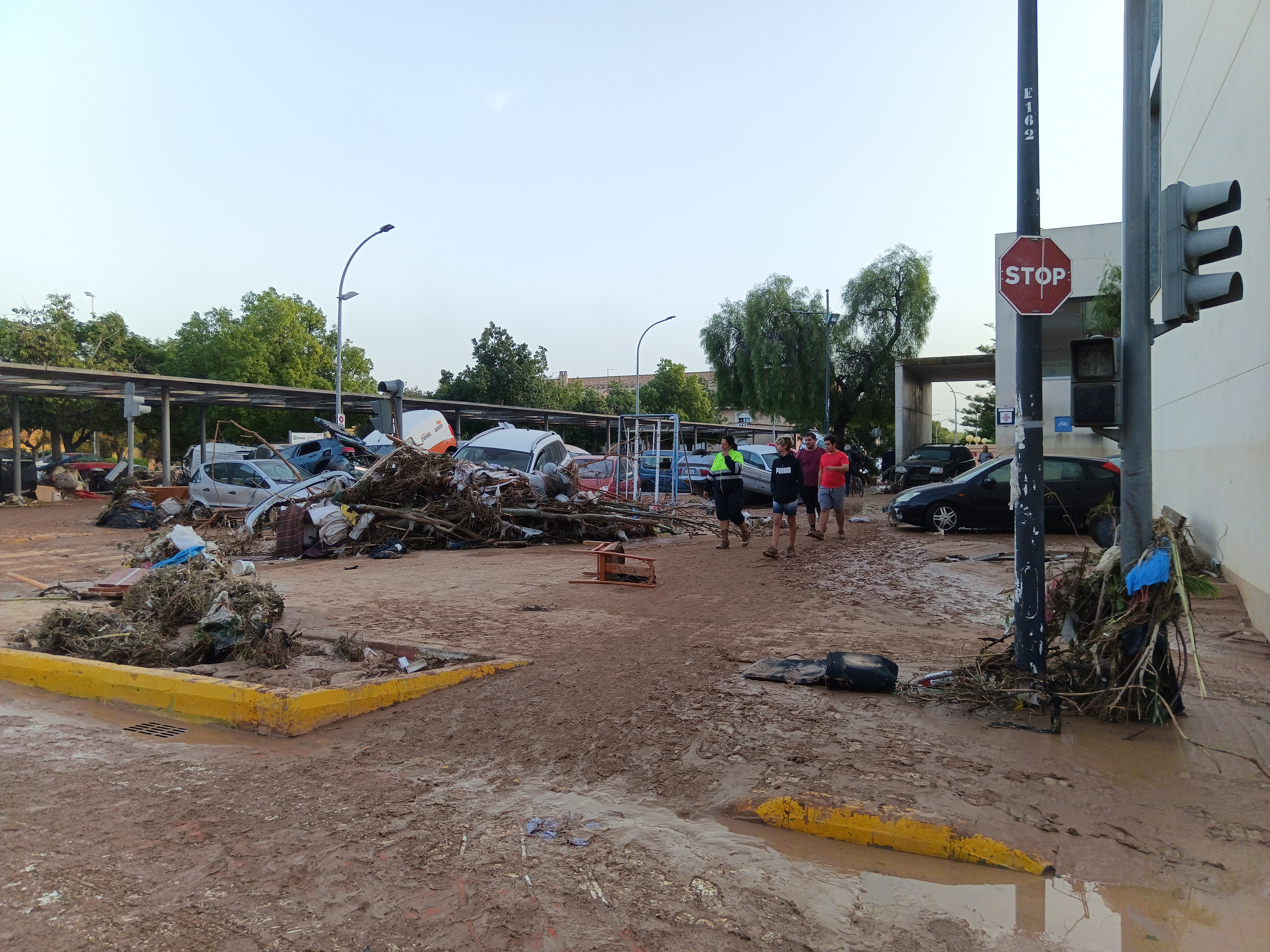
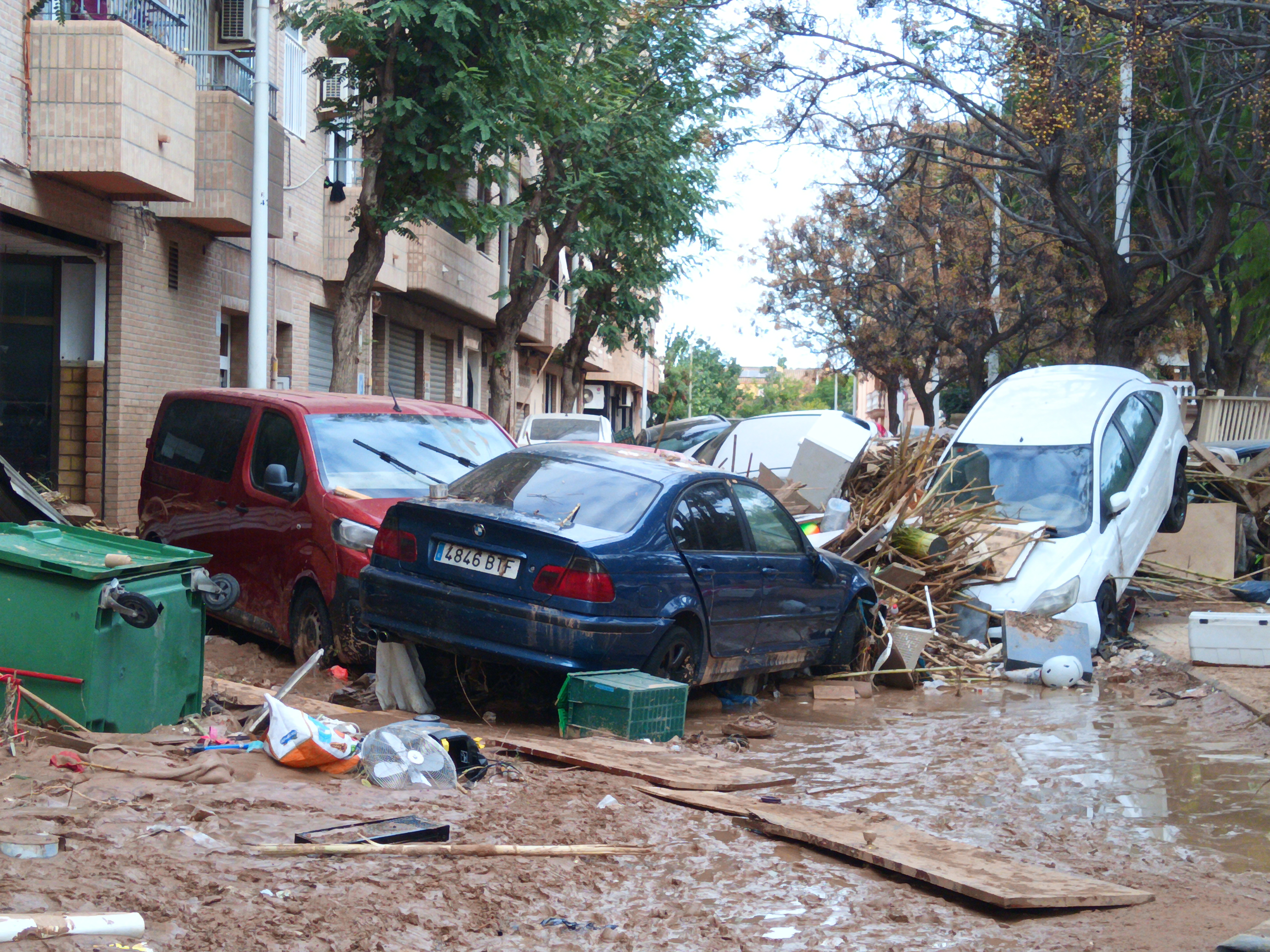

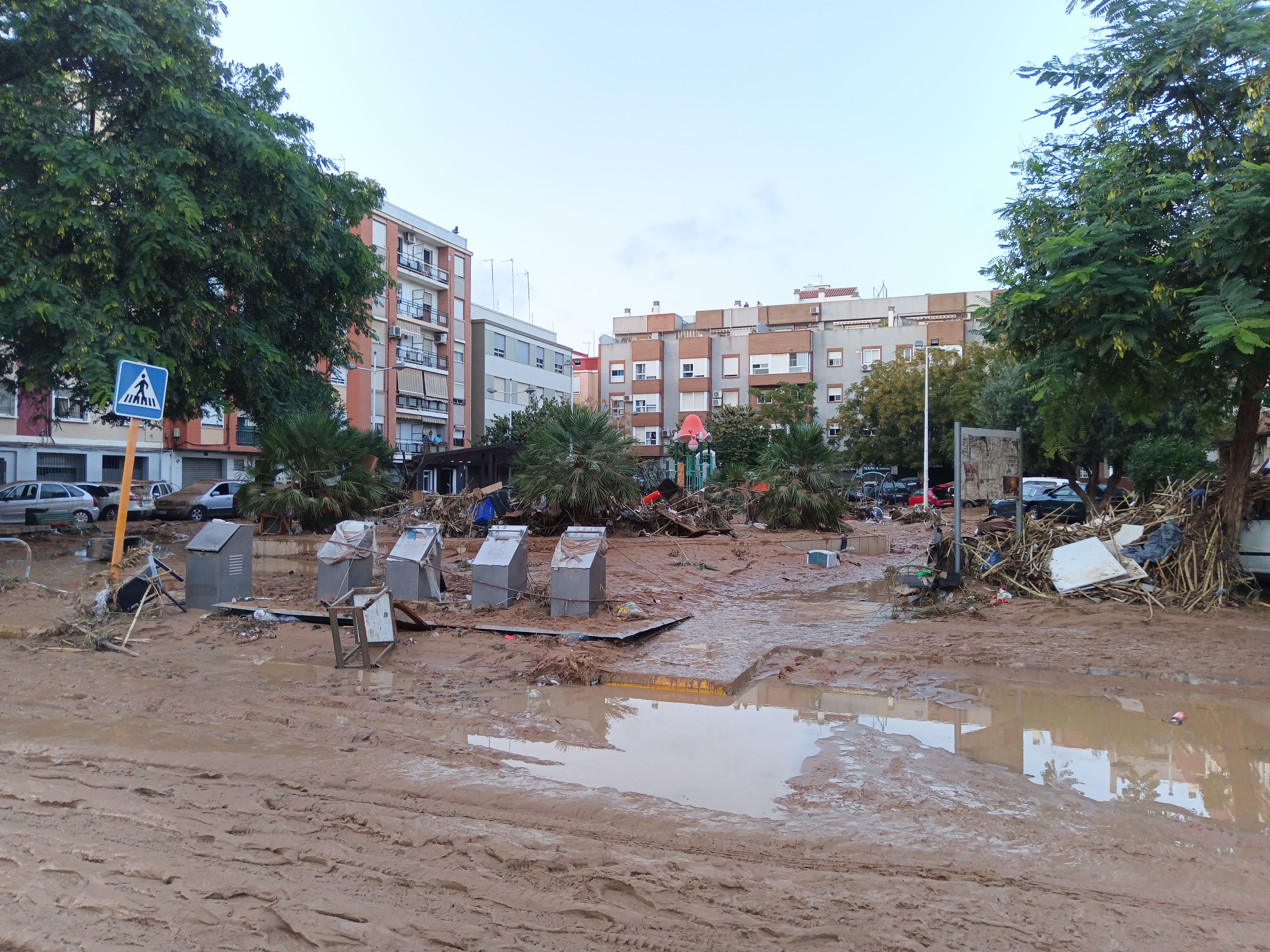
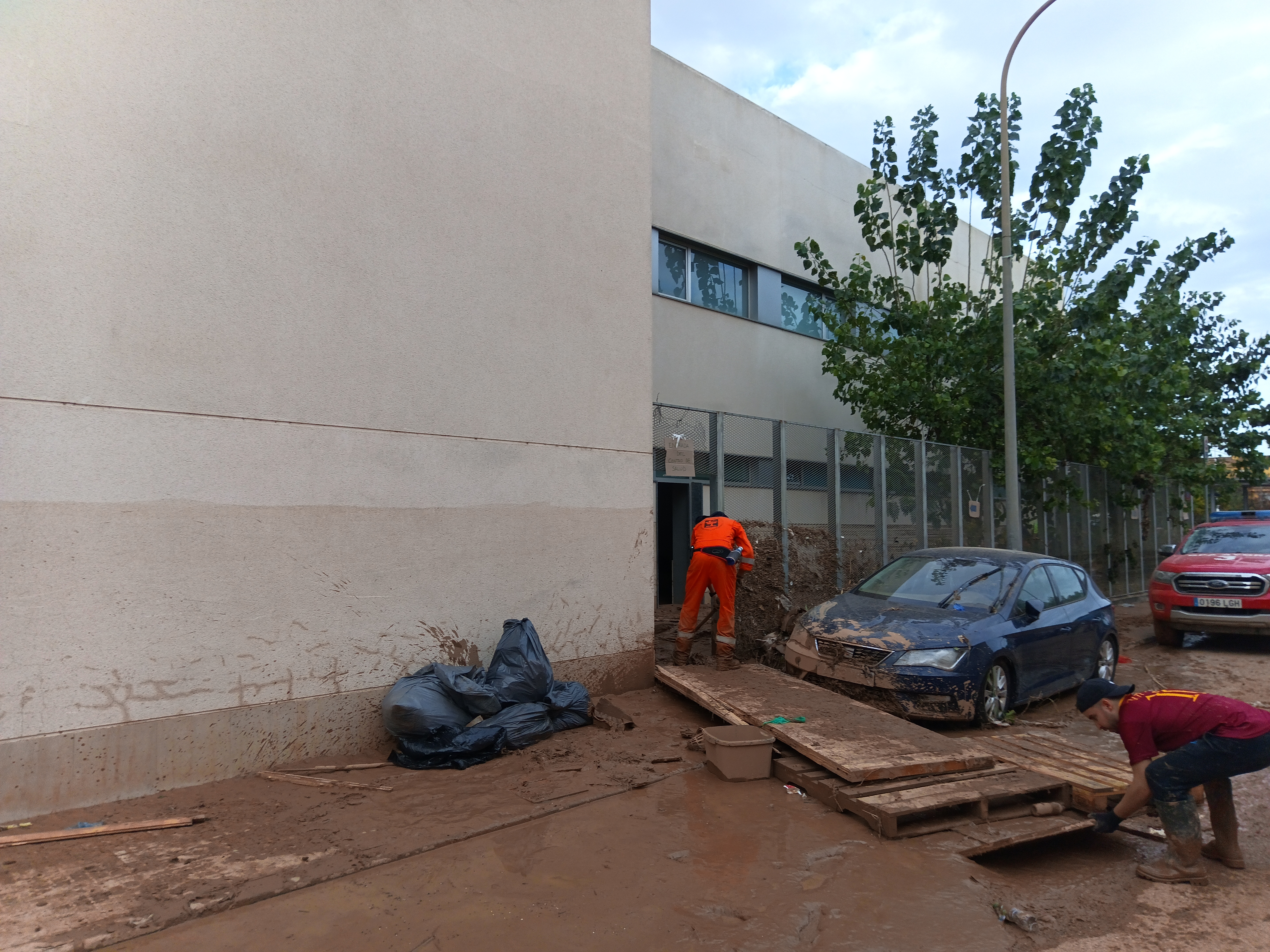

## Etimologia
El nom «Paiporta» no té un origen aràbic, segons Coromines (1995: vol.VI, 116), ja que és un nom amb dues pes, fonema que no existix en àrab. Tampoc no és un terme d'origen valencià.
Les teories més esteses respecte l'etimologia és que el nom és un mossarabisme. Si atenem a les circumstàncies locals del municipi de Paiporta, s'hi pot trobar un camí per a establir una etimologia prou consistent, en la seua ubicació geogràfica: Paiporta no és encara l'horta pròpiament dita sinó que està entrant-hi pel barranc de Torrent avall, d'on podem deduir un origen del llatí prope hortam, 'prop de l'Horta', 'arran d'horta'.
Tot atenent a l'evolució fonètica del mot podem dir que propiórta (de prope hortam) esdevingué proiporta. Quan s'accentuà l'arabització del país, la primera “r”, ja atacada per dissimilació davant l'altra, desaparegué del tot perquè els arabòfons eren incapaços de pronunciar un grup inicial de consonant més líquida (FRAGA > Afraga, és un altre exemple). L'àrab tampoc admetia el diftong “oi”, ja que només “ai” era diftong admés en llur sistema fonètic, per això es produí el canvi de «Poip-» a «Paip-», i quedà el nom com a «Paiporta».
Del nom de la localitat, ha esdevingut, fent un joc de paraules, l'expressió tant d'un sopar com d'un dinar tradicional al País Valencià, anomenat «de pa i porta», en què cadascú es duu o es porta l'entrepà de casa, o també alguna cosa per compartir, mentre els organitzadors posen les begudes o l'aperitiu, amb diverses variants segons llocs i ocasions. És evident el joc de paraules que es crea. També en serien expressions sinònimes d'altres com «de cabasset», «de sarnaxet», «de faixa» i «de pataqueta» o en castellà «de sobaquillo».

## Demografia
El 2022, Paiporta tenia 26.567 habitants (INE).
| any  | habitants |
| ---- | --------- |
| 1900 | 2.296     |
| 1910 | 2.506     |
| 1920 | 2.746     |
| 1930 | 3.074     |
| 1940 | 3.182     |
| 1950 | 3.574     |
| 1960 | 4.054     |
| 1970 | 11.324    |
| 1981 | 14.514    |
| 1991 | 15.627    |
| 2000 | 18.194    |
| 2010 | 23.900    |
| 2020 | 26.514    |
| 2022 | 26.567    |

## Economia
L'economia local es basa en l'agricultura i la indústria. El camp paiportí, regat per la séquia de Faitanar, dona hortalisses, cítrics i flor natural. Quant a la indústria als seus tres polígons industrials hi ha fàbriques de mobles, xapes i taulers de fusta, teixits, pintures, materials per a la construcció, etc.

## Política i govern

### Composició de la corporació municipal
El Ple de l'Ajuntament està format per 21 regidors. En les eleccions municipals de 26 de maig de 2019 foren elegits 8 regidors del Partit Popular (PP), 6 de Compromís per Paiporta (Compromís), 5 del Partit Socialista del País Valencià (PSPV-PSOE) i 2 de Ciutadans - Partit de la Ciutadania (Cs).
| Eleccions municipals de 26 de maig de 2019 - Paiporta |                                           |                                     |                                     |         |          |          |
| Candidatura | Candidatura                               | Candidatura                         | Cap de llista                       | Vots    | Vots     | Regidors |
| | Partit Popular de la Comunitat Valenciana |                                     | Vicente Ibor Asensi                 | 4.187   | 31,78%   | 8 (+1)   |
| | Compromís per Paiporta                    |                                     | Isabel Martín Gómez                 | 3.364   | 25,54%   | 6 ()     |
| | Partit Socialista del País Valencià-PSOE  |                                     | Maria Isabel Albalat Asensi         | 3.139   | 23,83%   | 5 (+1)   |
| | Ciutadans - Partit de la Ciutadania       |                                     | Francisco Estellés García           | 1.499   | 11,38%   | 2 ()     |
| | Altres candidatures                       |                                     |                                     | 915     | 6,94%    | 0 ( -2)  |
| | Vots en blanc                             |                                     |                                     | 71      | 0,54%    |          |
| Total vots vàlids i regidors | Total vots vàlids i regidors              | Total vots vàlids i regidors        | Total vots vàlids i regidors        | 13.175  | 100 %    | 21       |
| | Vots nuls                                 | Vots nuls                           | Vots nuls                           | 72      | 0,55%    |          |
| Participació (vots vàlids més nuls) | Participació (vots vàlids més nuls)       | Participació (vots vàlids més nuls) | Participació (vots vàlids més nuls) | 13.247  | 67,42%** |          |
| Abstenció | Abstenció                                 | Abstenció                           | Abstenció                           | 6.402*  | 32,58%** |          |
| Total cens electoral | Total cens electoral                      | Total cens electoral                | Total cens electoral                | 19.649* | 100 %**  |          |
| Alcaldessa: Isabel Martín Gómez (Compromís) (15/06/2019) Maria Isabel Albalat Asensi (PSPV) (30/06/2021) Vicent Ciscar i Chisbert (PSPV) (26/06/2025) Per majoria absoluta dels vots dels regidors (11 vots: 6 de Compromís per Paiporta i 5 de PSPV) |                                           |                                     |                                     |         |          |          |
| Fonts: JEC, JEZ València, M. Interior, Periòdic Ara. (* No són vots sinó electors. ** Percentatge respecte del cens electoral.) |                                           |                                     |                                     |         |          |          |

### Alcaldes
Des de 2015 l'alcaldessa de Paiporta és Isabel Martín Gómez, de Compromís. Al 2019, va revalidar l'alcaldia gràcies a un pacte de govern amb el PSPV-PSOE segons el qual la segona part de la legislatura (des de juny de 2021) l'alcaldessa serà María Isabel Albalat del PSPV-PSOE.
| Període                       | Alcalde o alcaldessa                            | Partit polític      | Data de possessió | Observacions |
| ----------------------------- | ----------------------------------------------- | ------------------- | ----------------- | ------------ |
| 1979–1983                     | Bartolomé Bas Tarazona                          | PSPV-PSOE           | 19/04/1979        | --           |
| 1983–1987                     | Bartolomé Bas Tarazona                          | PSPV-PSOE           | 28/05/1983        | --           |
| 1987–1991                     | Bartolomé Bas Tarazona                          | PSPV-PSOE           | 30/06/1987        | --           |
| 1991–1995                     | Bartolomé Bas Tarazona                          | PSPV-PSOE           | 15/06/1991        | --           |
| 1995–1999                     | Bartolomé Bas Tarazona                          | PSPV-PSOE           | 17/06/1995        | --           |
| 1999–2003                     | Bartolomé Bas Tarazona                          | PSPV-PSOE           | 03/07/1999        | --           |
| 2003–2007                     | Bartolomé Bas Tarazona                          | PSPV-PSOE           | 14/06/2003        | --           |
| 2007–2011                     | Vicente Ibor Asensi                             | PP                  | 16/06/2007        | --           |
| 2011–2015                     | Vicente Ibor Asensi                             | PP                  | 11/06/2011        | --           |
| 2015–2019                     | Isabel Martín Gómez                             | Compromís           | 13/06/2015        | --           |
| 2019-2023                     | Isabel Martín Gómez Maria Isabel Albalat Asensi | Compromís PSPV-PSOE | 15/06/2019        | Pacte        |
| Des de 2023                   | Maria Isabel Albalat Asensi                     | PSPV-PSOE           | 17/06/2023        | Renúncia     |
| Fonts: Generalitat Valenciana |                                                 |                     |                   |              |

## Monuments

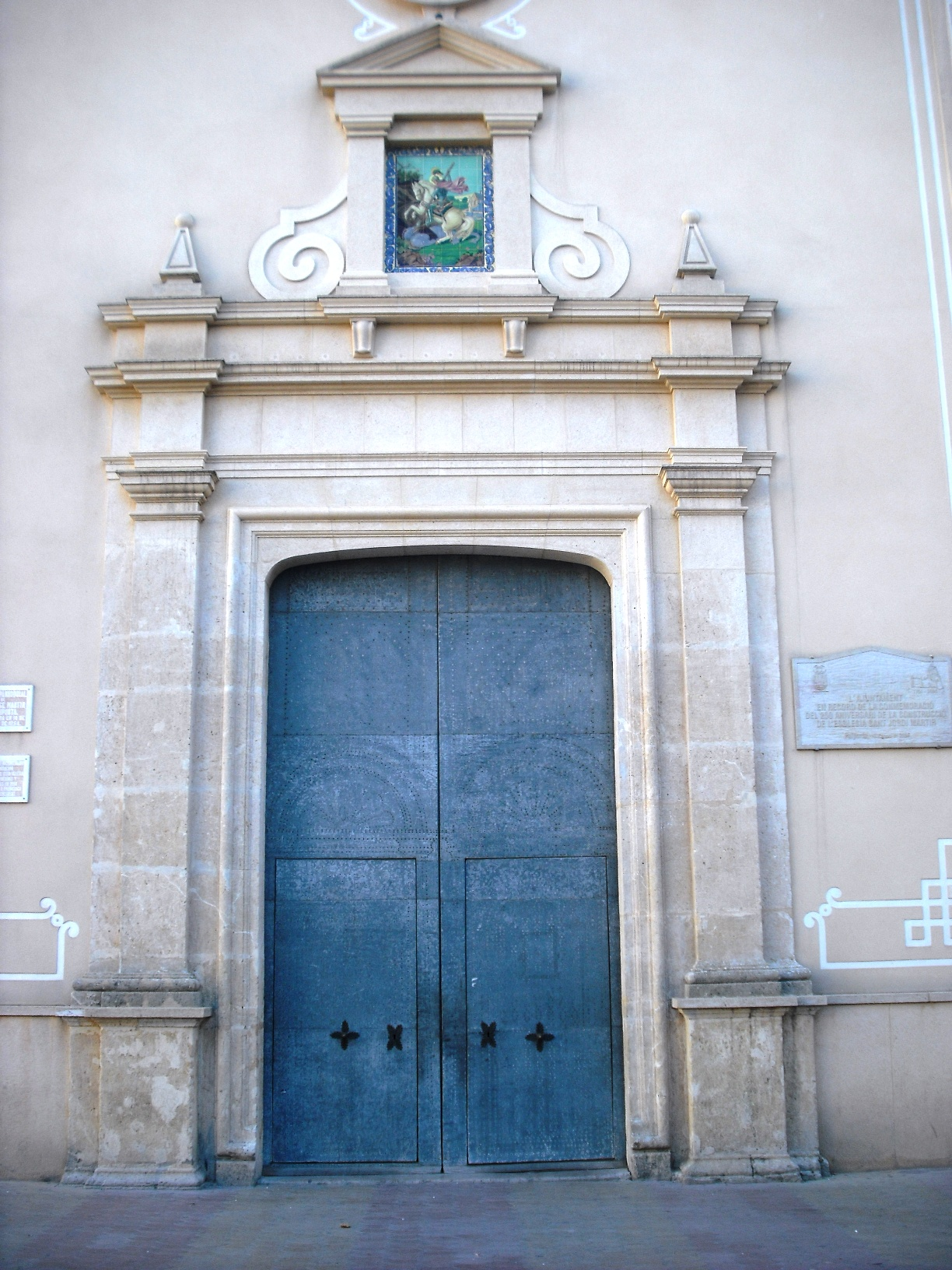
Església de Sant Jordi

- Església de Sant Jordi. Bastida el 1754 sobre una d'anterior, de 1579. L'estil arquitectònic és de trancisió entre el barroc i el neoclàssic.
- Rajolar de Bauset, Paiporta. L'antiga fàbrica de rajoles de Bauset es va condicionar per acollir el Museu de la Rajoleria, un espai cultural i etnològic de gran importància. Hui dona cabuda a tot tipus d'iniciatives artístiques i acull els que abans eren els forns, una exposició permanent que mostra part de la història social i local de la fàbrica.[11]
- Una bona mostra de l'arquitectura rural de la comarca de l'Horta: pou de Sant Bernat, motor de Sant Francesc, vil·la Socorro, vil·la Amparo i vil·la Consuelo, en són les més destacades.

## Festes i celebracions
Les Festes Majors se celebren en la segona setmana del mes d'agost, en honor de sant Roc, patró de Paiporta, finalitzen el dia 16 d'agost. Consistixen en una sèrie d'activitats festeres, culturals i lúdiques com ara balls, actuacions, concerts de banda de música, dia infantil, sopars populars, cavalcada, processó i focs d'artifici (al migdia mascletada, i a la nit castell).
El Dia del Gos és una festa pagana que se celebra el dia 17 d'agost, en homenatge al gos de sant Roc. Hi ha ball, cavalcada, disfresses, menjar i foc; culmina amb la Processó del Gos i la seua crema. Els més vells conten que se celebra des de temps immemorials, i que va deixar de realitzar-se fa 25 anys, però des de l'any 1991, un grup de 34 paiportins en recuperà la tradició.
L'altra festa local és el dia de Sant Vicent, el dilluns següent al dilluns de Pasqua. Se celebra el Combregar dels Impedits.
També se celebren les Falles, i altres festes durant tot l'any a càrrec de diferents associacions de festes culturals, religioses i veïnals de la població.

## Persones rellevants
- Fra Gabriel Ferrandis i Barrachina, (1701-1782), fou un frare dominic.
- Vicent Doménech el Palleter (1783-?), que protagonitzà la revolta popular contra l'ocupació francesa de 1808.
- Josep Lluís Bausset i Ciscar (1910-2012), un mestre d'escola, activista cultural i polític.
- Bertomeu Bas Tarazona (Paiporta, 1943 - 15 d'agost de 2022), fou un polític valencià.
- Rosa Serrano i Llàcer (1945-), escriptora de narrativa infantil, traductora i editora valenciana.[12][13]
- Amàlia Alba Tarazona (Paiporta, 1950) és una psicòloga i activista política.
- Carlos Luis Alfonso Mellado (València 1953) és catedràtic i jurista.
- Ramon Albert Peris (Paiporta 1958- València 2002), fou un pintor i artista plàstic.